# 614

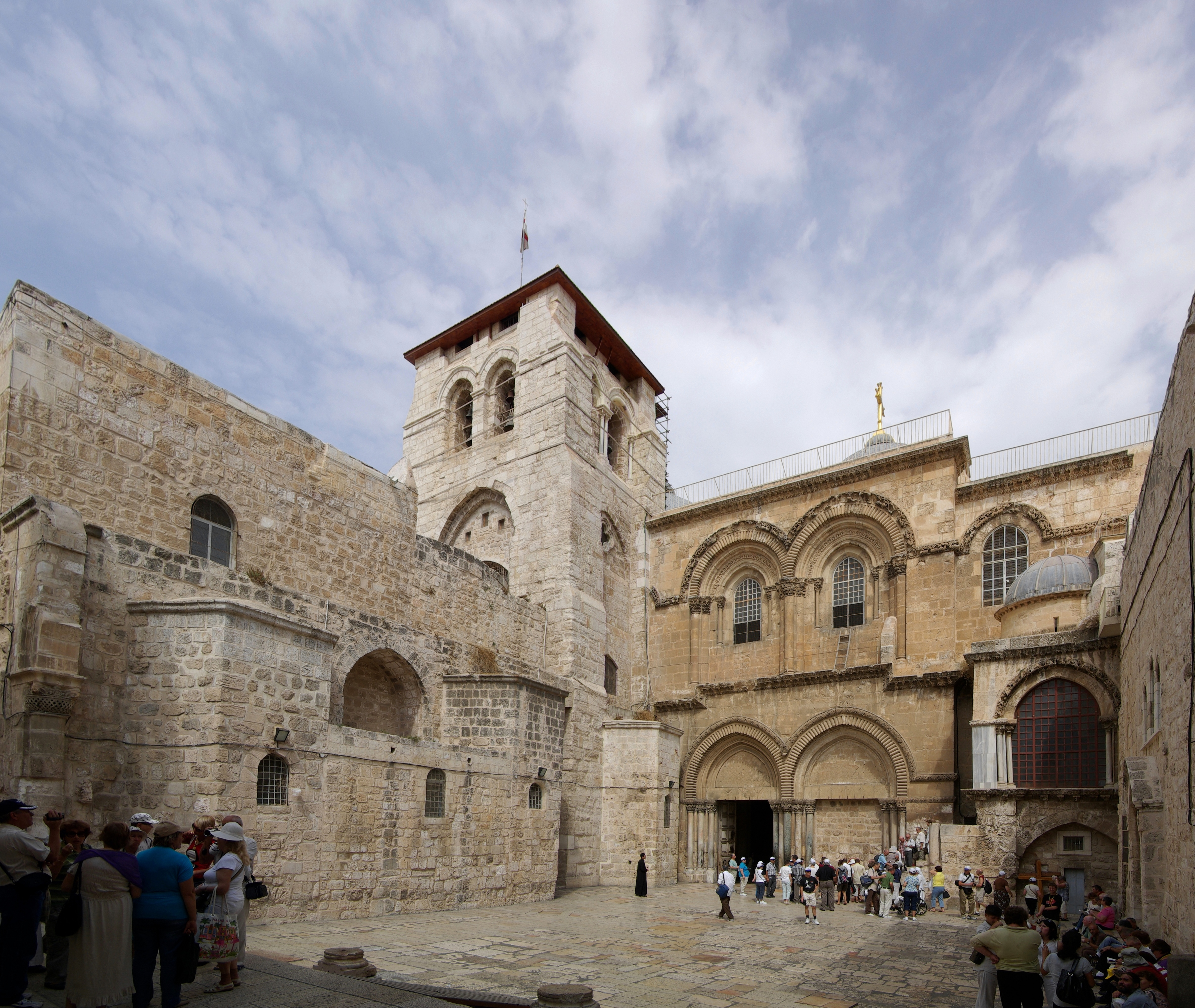
De Heilig Grafkerk (Jeruzalem)

Het jaar 614 is het 14e jaar in de 7e eeuw volgens de christelijke jaartelling.

## Gebeurtenissen

### Europa
- 18 oktober - Koning Chlotharius II vaardigt in Parijs het Edictum Chlotharii uit. Hij kiest de koninklijke beambten uit de grootgrondbezitters van de graafschappen. De Frankische deelkoninkrijken (Austrasië, Neustrië en Bourgondië) krijgen een vorm van onafhankelijkheid en worden geleid door een hofmeier. De positie van de adel en de Kerk worden versterkt, waardoor families hun lokale machtsbasis kunnen uitbreiden. Joden worden uitgesloten van overheidsdiensten.

### Midden-Oosten
- 5 mei - Byzantijns-Perzische Oorlog: Het Perzische leger (26.000 man) onder bevel van generaal Shahrbaraz verovert met joodse steun Jeruzalem na een belegering van 20 dagen. Tijdens het beleg wordt de Heilig Grafkerk zwaar beschadigd, de Perzen doden 60.000 christenen en laten 35.000 anderen deporteren en nemen de relikwieën, het Heilige Kruis en de Heilige Lans triomfantelijk mee als oorlogsbuit naar de Perzische hoofdstad Ctesiphon. Ze dragen Jeruzalem over aan de jood Nehemiah ben Hushiel.

### Byzantijnse Rijk
- Illyrische vluchtelingen verdreven uit Dalmatia (Kroatië) door de invallen van de Avaren en de Slavische volkeren, stichten Ragusa (huidige Dubrovnik).

### Brittannië
- Koning Cynegils van Wessex (Engeland) verslaat de binnendringende Britten in Dumnonia bij Beandune (mogelijk Bampton).

## Religie
- Columbanus, Iers missionaris, sticht de abdij van Bobbio (Lombardije). Het klooster bezit een van de grootste bibliotheken van de Middeleeuwen.
- Het Zweetdoek van Oviedo wordt na de invasie van de Perzen in Palestina verhuisd naar Afrika en daarna overgebracht naar Visigotisch Spanje.
- Arnulf, Frankisch edelman, wordt door Chlotharius II benoemd tot bisschop van Metz (Lotharingen).

## Geboren
- (of 605) Aïsja, echtgenote van Mohammed (overleden 678)
- Fujiwara no Kamatari, stichter van de Fujiwara-clan (overleden 669)
- Hilda van Whitby, Brits abdis en heilige (waarschijnlijk geboortejaar - overleden 680)